# 孟廷相
孟廷相（1504年—？），字爰立，號鴈山，順天府霸州人，軍籍，明朝政治人物。

## 生平
順天府鄉試第二十八名舉人。嘉靖十七年（1538年）中式戊戌科三甲一百四十名進士。初授行人司行人，二十二年十二月选授兵科给事中，二十五年九月升刑科右，十二月为副使，持節册封代王朱充燿庶长子朱廷埼为代世子，妃陈氏为代世子妃。二十六年三月升礼科左。累官湖广按察使，三十五年官至山西右布政使，轉河南左布政使。

## 家族
曾祖孟安，府照磨；祖父孟欽，七品散官；父孟瑛，州學正。母胡氏。具庆下。弟廷芳、廷邻。